# KG
KG Group (IPA: [kʰeidʑi kɯɾup]; tiếng Hàn Quốc: 케이지그룹, đã Latinh hoá: keijigeulube) là một cheabol của Hàn Quốc được thành lập vào năm 2003 và hoạt động, thông qua các công ty liên kết, trong nhiều ngành công nghiệp và các doanh nghiệp khác (bao gồm hóa chất, thép, dịch vụ và truyền thông). Các công ty liên kết chính của KG Group là KG Chemical (công ty cốt lõi) và KG Steel.
KG Group mở rộng thông qua các vụ mua bán và sáp nhập.

## Lịch sử
Năm 1985, Kwak Jae-sun và các nhà đầu tư khác thành lập Seil, một công ty nhà máy điện. Năm 2003, Kwak bán cổ phần Seil của mình và sử dụng số tiền thu được để mua lại một công ty đang được tiếp quản, Gyeonggi Chemical (sau đó đổi tên thành KG Chemical), ban đầu là một nhà sản xuất phân bón đã đa dạng hóa thông qua việc sáp nhập và thành lập chaebol KG Group.
Trong những năm tiếp theo, KG Group mở rộng thông qua chiến lược mua bán và sáp nhập. Năm 2005, công ty đã mua lại công ty đồng phát Sihwa Energy (sau đó đổi tên thành KG Energy và sau đó là KG ETS), và năm 2008, công ty đã mua lại công ty giao hàng Yellow Cap (KG Yellow Cap). Năm 2010, công ty đã mua lại công ty xử lý chất thải Eco Service Korea (đổi tên thành KG ETS sau khi sáp nhập với KG Energy vào năm 2011), công ty định giá quỹ Zeroin (KG Zeroin), và công ty truyền thông Edaily.
Năm 2011, KG Group đã mua lại công ty thương mại điện tử Inicis (đổi tên thành KG Inicis) và công ty con của công ty này, nhà cung cấp dịch vụ thanh toán điện tử Mobilians (KG Mobilians).Năm 2013, Tập đoàn này đã mua lại Eduone (đổi tên thành KG Eduone). Năm 2015, KG Inicis đã mua lại Dongbu Parcel từ Dongbu Corporation và sáp nhập với KG Yellow Cap, sự kết hợp này được đổi tên thành KG Logis, nhưng đã bán vào năm 2017. Năm 2016, KG Inicis cũng đã mua 60% cổ phần của Samsung Allat từ  Samsung C&T Corporation và Samsung Card (sau đó đổi tên thành KG Allat và sáp nhập với KG Mobilians vào năm 2019) và nhượng quyền thương mại KFC của Hàn Quốc vào năm 2017 từ CVC Capital Partners.Vào tháng 4 năm 2023, KG Group đã bán KFC Hàn Quốc cho Orchestra Private Equity.
Vào tháng 5 năm 2019, KG Group đã thành lập một công ty mục đích đặc biệt (SPC), KG Steel, bằng cách đầu tư tiền từ các công ty liên kết của tập đoàn (như KG Chemical và KG ETS), để nắm giữ 40% cổ phần kiểm soát tại Dongbu Steel. Tập đoàn này đã thành lập một liên doanh với Cactus Private Equity, một quỹ đầu tư tư nhân của Hàn Quốc, để hoàn tất giao dịch. Việc mua lại đã hoàn tất vào tháng 8 năm 2019 và tài sản của KG Group đã tăng từ 2,23 nghìn tỷ ₩ vào cuối năm 2018 lên 5,256 nghìn tỷ ₩.
Vào tháng 10 năm 2020, KG Inicis, thông qua một SPC có tên là Crown F&B, đã mua lại 93,8% cổ phần của Hollys F&B (nhà điều hành nhượng quyền cà phê Hollys Coffee) từ IMM Private Equity, một công ty quản lý quỹ đầu tư tư nhân.
Vào tháng 6 năm 2022, consortium KG Mobility (KG ETS, KG Mobilians, KG Steel, Cactus Private Equity, KG Inicis, và Pavilion Private Equity), một công ty liên kết của KG Group, đã được chọn là bên đấu thầu cuối cùng cho nhà sản xuất ô tô Hàn Quốc SsangYong Motor. Vào tháng 8 năm 2022, Ủy ban Thương mại Tự do Hàn Quốc đã chấp thuận cho KG Group mua lại 61% cổ phần kiểm soát tại SsangYong đang bị quản lý. Các khoản thanh toán mua lại đã hoàn tất vào cuối tháng đó. Vào tháng 9 năm 2022, Tòa án Phá sản Seoul đã đồng ý với kế hoạch thoát khỏi quyền tiếp quản của SsangYong, bao gồm cả việc phát hành cổ phiếu mới để trả cho các chủ nợ. KG Group đã lên kế hoạch bắt đầu quá trình thoát khỏi quyền tiếp quản của SsangYong vào đầu tháng 10 và hoàn tất quá trình mua lại vào hoặc trước ngày 14 tháng 10, thời hạn bán SsangYong. Sau khi bị trì hoãn, liên doanh đã bắt đầu các thủ tục thoát khỏi quyền tiếp quản vào ngày 31 tháng 10 bằng cách yêu cầu chấm dứt quyền tiếp quản lên Tòa án Phá sản Seoul. Tòa án đã chấp thuận việc thoát khỏi quyền tiếp quản vào ngày 11 tháng 11, hoàn tất việc mua lại của liên doanh. Vào tháng 12 năm 2022, Kwak cho biết SsangYong sẽ được đổi tên thành KG Mobility vào tháng 3 năm 2023.

## Tập đoàn

### Cấu trúc

Cơ cấu một phần của KG Group tính đến tháng 4 năm 2023

Giống như các chaebol khác,không phải là một công ty đơn lẻ kiểm soát các công ty khác mà là một nhóm các công ty (công ty liên kết) lỏng lẻo được liên kết thông qua một cấu trúc sở hữu chéo phức tạp, tuần hoàn. Đến tháng 6 năm 2020, cấu trúc này tập trung vào ba công ty: KG Chemical (công ty cốt lõi của tập đoàn và là công ty mẹ trên thực tế), KG Zeroin (cổ đông lớn nhất của KG Chemical, phần lớn do gia đình Kwak kiểm soát) và KG (một công ty holding). Vào tháng 1 năm 2021, công ty holding KG đã được sáp nhập vào KG Chemical.Vào tháng 12 năm 2022, để tránh một số quy định của Hàn Quốc, KG Inicis đã quyên góp một phần cổ phần thiểu số của mình tại KG Chemical cho một tổ chức phi lợi nhuận. Vào tháng 6 năm 2023, KG ETS đã phá vỡ việc nắm giữ cổ phần chéo hiện có bằng cách bán cổ phần thiểu số của mình tại KG Chemical cho KG Zeroin, khiến cấu trúc sở hữu tập trung vào KG Chemical, KG Zeroin và KG ETS.
Hai công ty liên kết chính của KG Group theo doanh số là KG Chemical và KG Steel. Các công ty liên kết của Tập đoàn KG được thành lập để hoạt động độc lập và được gọi là "gia đình" thay vì liên kết nội bộ. Tính đến tháng 5 năm 2022, số lượng công ty liên kết là 21 công ty trong nước và 8 công ty ở nước ngoài.

### Thương hiệu
Theo Kwak, tên gọi KG Group là chữ viết tắt của "Korea Green".
The KG Group có hai logo, thường được sử dụng kết hợp: một từ khóa với "KG" với font sans-serif và một logo màu tím, tím nhạt, cam và vàng tượng trưng cho lăng kính. Phông chữ chính thức của KG Group là Avenir. Khẩu hiệu là "think great" với các chữ cái k và g được viết hoa.

## Các thành viên chính

### KG Chemical
KG Chemical Co., Ltd. (KG케미칼 주식회사; KG Kemikal Jusighoesa), Mã chứng khoán KRX: 001390, là một công ty sản xuất các sản phẩm hóa chất như phân bón hóa học, phụ gia bê tông, tác nhân nước nặng và chất làm sạch. Năm 2022, công ty đạt doanh thu 6.607.355 triệu ₩ và lợi nhuận hoạt động là 501.201 triệu ₩. Lợi nhuận ròng là 170.062 triệu ₩. Tài sản cuối năm được định giá là 6.981.909 triệu ₩.
Gyeonggi Chemical (tên trước đây của KG Chemical) được thành lập vào năm 1954 và sản phẩm chính của công ty là phân bón hóa học. Đến năm 2000, công ty đã trở thành công ty lớn nhất trên thị trường phân bón trong nước. Công ty được niêm yết trên thị trường chứng khoán Hàn Quốc vào năm 1989.
Sau cuộc khủng hoảng tài chính châu Á 1997, Gyeonggi Chemical đã bán các công ty liên kết của mình (Gyeonggi Mining và Daljae General Trading Corporation) nhưng không thực hiện tái cấu trúc lớn để cải thiện tình hình tài chính. Công ty tuyên bố phá sản vào năm 1999. Năm 2002, Tập đoàn Mitsubishi, mà Gyeonggi Chemical có quan hệ đối tác, đã thành lập một tập đoàn và cố gắng tiếp quản, nhưng không thành công. Công ty đã được Kwak mua lại vào năm 2003 và đổi tên thành công ty hiện tại. Năm 2017, công ty đã mua lại Enerchem, công ty sản xuất niken sunfat có độ tinh khiết cao, một nguyên liệu thô cho vật liệu hoạt động catốt của pin sạc.
Cơ sở đầu tiên của công ty (nhà máy và trụ sở chính) là ở Bucheon. Năm 1982, công ty đã xây dựng một nhà máy thứ hai tại Onsan (một cảng ở Ulsan). Các cơ sở ở Bucheon đã được bán vào năm 2013 và công ty đã chuyển trụ sở chính đến Onsan.

### KG Steel
KG Steel Co., Ltd. (KG스틸 주식회사; KG Seutil Jusighoesa) là nhà sản xuất các sản phẩm liên quan đến thép. Doanh thu năm 2022 của KG Steel là 3.819.689 triệu ₩ và lợi nhuận ròng là 536.001 triệu ₩. Tài sản là 3.051.507 triệu ₩.

### Các công ty niêm yết khác
Bảng sau đây tóm tắt các công ty liên kết khác của KG Group được niêm yết công khai tính đến tháng 6 năm 2023:
| Công ty | Mã giao dịch | Est.                                   | Trụ sở                      | Doanh thu                | Tài sản                    | Sub.                        | Hoạt động chính                                                          |
| --- | ------------ | -------------------------------------- | --------------------------- | ------------------------ | -------------------------- | --------------------------- | ------------------------------------------------------------------------ |
| KG ETS Co., Ltd. (tiếng Hàn: 케이지이티에스 주식회사; Romaja: Keiji Itieseu Jusighoesa)                      | KRX: 151860  | 29 October 1999                        | Siheung, Hàn Quốc           | 4.944.241 triệu ₩ (2022) | 5.091.879 triệu ₩ (2022)   | KG Mobility                 | Năng lượng tái tạo, quản lý chất thải                                    |
| KG Inicis Co., Ltd. (tiếng Triều Tiên: 주식회사 케이지이니시스; Romaja: Jusighoesa Keiji Inisiseu)           | KRX: 035600  | 3 November 1998                        | Jung-gu, Seoul, South Korea | 1,177,625 triệu ₩ (2022) | 1,452,980 million ₩ (2022) | - KG Mobilians - Hollys F&B | Kinh doanh liên quan đến Internet và máy tính, đại lý thanh toán điện tử |
| KG Mobilians Co., Ltd. (tiếng Triều Tiên: 주식회사 케이지모빌리언스; Romaja: Jusighoesa Keiji Mobillieonseu) | KRX: 046440  | Ngày 17 tháng 3 năm 2000               | Jung-gu, Seoul, Hàn Quốc    | 276,117 triệu ₩ (2022)   | 474,189 million ₩ (2022)   |                             | Cung cấp thanh toán điện tử                                              |
| KG Mobility Corporation (tiếng Triều Tiên: 케이지모빌리티 주식회사; Romaja: Keiji Mobilliti Jusighoesa)      | KRX: 003620  | Ngày 6 tháng 12 năm 1962 (đã hợp nhất) | Pyeongtaek, Hàn Quốc        | 3,423,341 triệu ₩ (2022) |                            |                             | Sản xuất ô tô                                                            |
| Nguồn |              |                                        |                             |                          |                            |                             |                                                                          |
| [ 17 ] [ 28 ] [ 29 ] [ 30 ] [ 31 ]                                                                           |              |                                        |                             |                          |                            |                             |                                                                          |